# Hydraena orcula
Hydraena orcula är en skalbaggsart som beskrevs av Perkins 1980. Hydraena orcula ingår i släktet Hydraena och familjen vattenbrynsbaggar. Inga underarter finns listade i Catalogue of Life.